# Mario Umberto Borzacchini
(Mario Umberto Borzacchini)
Mario Umberto Borzacchini, nato Baconino Francesco Domenico Borzacchini e noto come Baconin (Terni, 28 settembre 1898 – Monza, 10 settembre 1933), è stato un pilota automobilistico italiano.
Attivo nel periodo interbellico, si è laureato vicecampione d'Europa nel 1932 e terzo classificato nel '31.

## Biografia

### L'apprendistato e la guerra
Nacque con il nome di Baconino (per gli amici sarà "Baconìn") in onore dell'anarchico russo Michail Bakunin. A 14 anni iniziò a lavorare come apprendista nel garage di Amerigo Tomassini, allora pioniere dell'automobilismo umbro, ma allo scoppio del primo conflitto mondiale l'officina chiuse i battenti e Borzacchini fu costretto a lavorare in una fabbrica d'armi, quindi prestò servizio militare in un reparto motorizzato. Alla conclusione della guerra Borzacchini divenne autista di autovetture a noleggio e istruttore di guida.

### La carriera agonistica

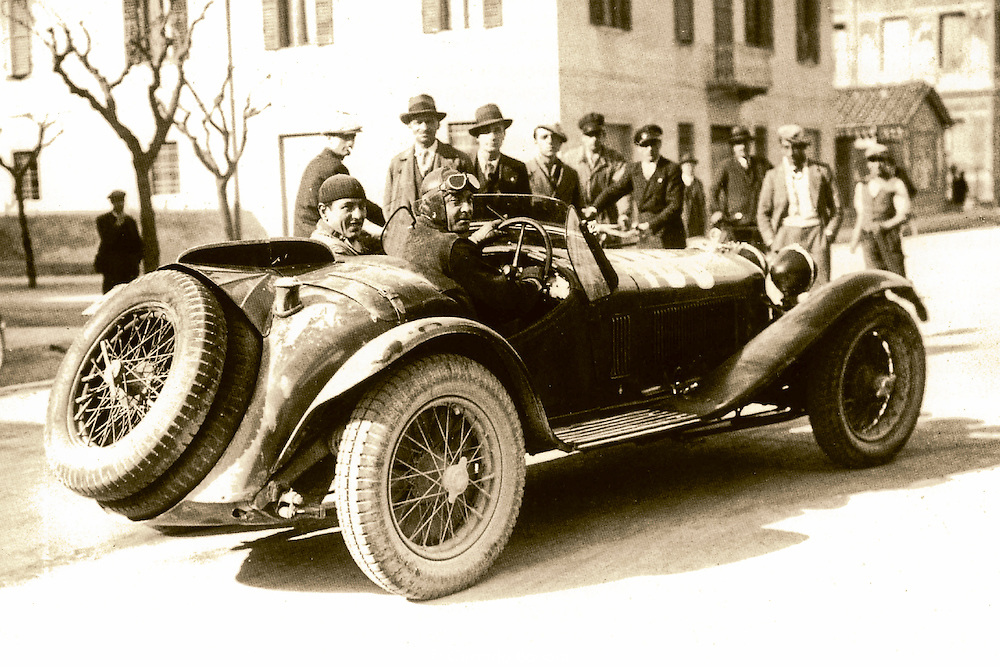
Borzacchini (al volante) e Amedeo Bignami a bordo dell'Alfa Romeo 8C 2300 Corto Spider Touring, alla partenza della vittoriosa Mille Miglia 1932.

Disputò la prima di oltre cento gare nel 1923, la Coppa della Mengara, con un Ansaldo 4Cs, classificandosi secondo assoluto e primo nella classe turismo. La sua prima vittoria assoluta venne segnata alla Spoleto-Forca di Cerro del 1925. Divenne professionista e, grazie a finanziamenti spontanei di alcuni concittadini, poté acquistare una Salmson AL3 San Sebastiano che raggiungeva i 150 chilometri orari; con questa macchina si aggiudicò la vittoria di categoria nella prestigiosa Targa Florio che si disputò in Sicilia nel 1926.
Nel 1928 si aggiudicò la Coppa dell'Etna e il Criterium di Roma. Nel 1929 arrivò secondo al Gran Premio di Tripoli, precedendo anche Tazio Nuvolari, e nei 10 km lanciati di Cremona alla guida della Maserati Tipo V4 16 cilindri fece registrare il nuovo record mondiale di velocità, con 247,933 km/h.
Frattanto nel 1930 decise di sostituire il nome Baconino optando per Mario Umberto, in onore della famiglia reale; la scelta di abbandonare definitivamente quel nome di stampo anarchico, ormai divenuto scomodo nell'Italia del Ventennio, venne maturata in occasione della visita all'Autodromo nazionale di Monza di altezza reale il principe di Piemonte e la principessa Maria Josè di Savoia, che Borzacchini condusse in pista per la prova su un'Alfa Romeo 6C 1750.

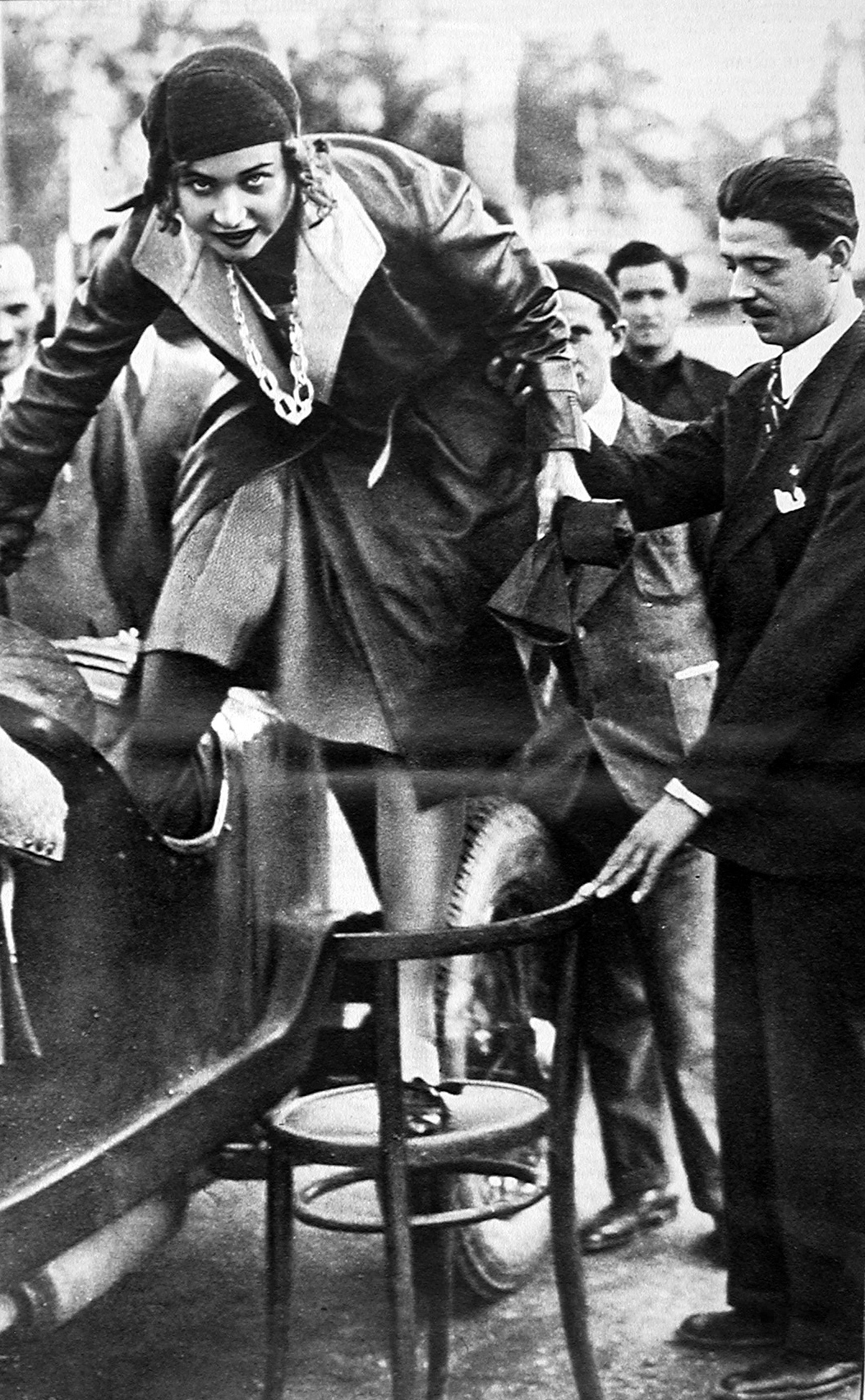
La principessa Maria José di Savoia scende dall'Alfa Romeo 6C 1750 di Borzacchini, aiutata da Prospero Gianferrari.

Nel 1932 si aggiudicò, a bordo di un'Alfa Romeo 8C 2300 Corto Spider Touring, un'altra delle gare più importanti del periodo: la Mille Miglia, che percorse a tempo di record, stabilito alla media di 109,602 km/h.
Il suo ultimo successo lo coglie alla Susa-Moncenisio del 1933 dove alla guida di una Alfa Romeo 8C 2300 trionfa davanti a Varzi che con la Bugatti conclude distaccato di quasi 15 secondi.

### La morte
Dopo aver conquistato una serie di vittorie e un consolidato rapporto d'amicizia con Tazio Nuvolari (tanto da esser definiti sulla stampa "i fratellini"), d'accordo con l'amico nell'agosto del 1933 lasciò la Scuderia Ferrari per la quale correvano entrambi, poco prima del Gran Premio di Monza di quell'anno. Sulla pista lombarda, subito dopo la partenza della seconda batteria, disputata per avere accesso alla gara di finale, perse la vita insieme a Giuseppe Campari, in seguito a un'uscita dal tracciato probabilmente dovuta a una macchia d'olio lasciata dalla Duesenberg del Conte Carlo Felice Trossi.
Poco dopo, in un secondo incidente nello stesso punto della pista, perse la vita anche il pilota polacco Stanislas Czaykowski.
Le salme dei tre piloti furono composte nella casa del Fascio di Monza, dove Benito Mussolini fece recapitare tre corone di fiori con le scritte "il Duce a Borzacchini", "il Duce a Campari" e "il Capo del Governo a Czaikowski". La camera ardente fu vegliata dai picchetti d'onore delle rappresentanze operaie di Maserati e Alfa Romeo.
Ai funerali, tenutisi a Terni, partecipano tutti i piloti più famosi dell'epoca, tra cui il "fratellino" Nuvolari, che era stato pietosamente allontanato dalla camera ardente di Monza per essere caduto in una disperata crisi di pianto, non poteva mancare per rendere onore al campione ternano con il quale aveva stretto una fraterna amicizia e condiviso tanti risultati sportivi.
Borzacchini riposa nel  cimitero comunale di Terni.

## Risultati

### Campionato mondiale costruttori
| Anno | Squadra                   | Costruttore | Vettura                               | 1      | 2         | 3   | 4   |
| ---- | ------------------------- | ----------- | ------------------------------------- | ------ | --------- | --- | --- |
| 1928 | Officine Alfieri Maserati | Maserati    | Maserati Tipo 26 B Maserati Tipo 26 R | IND    | ITA Rit/5 |     |     |
| 1930 | Officine Alfieri Maserati | Maserati    | Maserati 8CTF                         | IND 36 | BEL       | FRA | SPA |

### Campionato europeo di automobilismo
| 1931    | Scuderia   | Vettura                               | ITA | FRA | BEL | Punti | Posizione |
| ------- | ---------- | ------------------------------------- | --- | --- | --- | ----- | --------- |
| 1931    | Alfa Corse | Alfa Romeo 8C 2300 Alfa Romeo 6C 1750 | Rit | 2   | 2   | -     | -         |
| 1932    | Scuderia   | Vettura                               | ITA | FRA | GER | Punti | Posizione |
| 1932    | Alfa Corse | Alfa Romeo Monza Alfa Romeo Tipo B    | 3   | 2   | 3   | 8     | 2º        |
| Legenda |            |                                       |     |     |     |       |           |

### Gran Premi di automobilismo
| 1933    | Scuderia         | Vettura          | MON | FRA | BEL | ITA | SPA | Posizione |
| ------- | ---------------- | ---------------- | --- | --- | --- | --- | --- | --------- |
| 1933    | Scuderia Ferrari | Alfa Romeo Monza | 2   | NP  | Rit |     |     | -         |
| Legenda |                  |                  |     |     |     |     |     |           |

### Gare extra campionato
| Anno    | Vettura    | 1       | 2       | 3       | 4       | 5       | 6       | 7         | 8       | 9       |
| ------- | ---------- | ------- | ------- | ------- | ------- | ------- | ------- | --------- | ------- | ------- |
| 1925    | Salmson    | COP 9   |         |         |         |         |         |           |         |         |
| 1926    | Salmson    | TGF 13  | COF 13  | CAM 1   | COM 3   |         |         |           |         |         |
| 1927    | Salmson    | TRI Rit | TGF 1   | MES 4   | PER Rit |         |         |           |         |         |
| 1927    | Bugatti    |         |         |         |         | BOL Rit |         |           |         |         |
| 1927    | Maserati   |         |         |         |         |         | CAC Rit | COM 3     | GAR Rit |         |
| 1928    | Salmson    | TRI 1   |         |         |         |         |         |           |         |         |
| 1928    | Maserati   |         | TGF Rit | CFL Rit | MES Rit | CET 1   | MUG 8   | ROM 9     | MON Rit |         |
| 1929    | Maserati   | TRI 2   | TGF Rit | CFL Rit | ALE 2   | ROM Rit | MUG Rit | MNZ 7     | CRE Rit | TUN Rit |
| 1930    | Maserati   | TRI 1   | MON Rit | TGF 11  |         |         |         |           |         |         |
| 1930    | Alfa Romeo |         |         |         | COC 4   | CAC 3   | MNZ Rit | BRN Rit/3 |         |         |
| 1931    | Alfa Romeo | MON NP  | TGF 2   | COC Rit | CAC Rit | MNZ 2   | BRN Rit |           |         |         |
| 1932    | Alfa Romeo | MON Rit | TGF 2   | COC 2   | CAC 6   | BRN Rit | MNZ 4   |           |         |         |
| 1933    | Alfa Romeo | TUN 2   | TRI Rit | AVU 3   | TGF Rit | COC 4   | CAC Rit |           |         |         |
| 1933    | Maserati   |         |         |         |         |         |         | MAR Rit   |         |         |
| Legenda |            |         |         |         |         |         |         |           |         |         |

### Targa Florio
| Anno    | Scuderia                  | Costruttore | Vettura                  | Numero | Categoria                    | Classe | Giri | Risultato assoluto | Risultato di classe |
| ------- | ------------------------- | ----------- | ------------------------ | ------ | ---------------------------- | ------ | ---- | ------------------ | ------------------- |
| 1926    | Baconin Borzacchini       | Salmson     | Salmson GP               | 33     | Categoria 1                  | 1.1    | 3    | 13º                | 1º                  |
| 1927    | Baconin Borzacchini       | Salmson     | Salmson Val              | 44     | Categoria 1                  | 1.1    | 3    |                    | 1º                  |
| 1928    | Officine Alfieri Maserati | Maserati    | Maserati 26B             | 34     | Categoria 3                  | 2.0    | 4    | Rit                | Rit                 |
| 1929    | Officine Alfieri Maserati | Maserati    | Maserati 26R             | 16     | Libre                        |        | 5    | Rit                | Rit                 |
| 1930    | Officine Alfieri Maserati | Maserati    | Maserati Tipo 26 M       | 2      | Formula Libre                |        | 5    | 11º                | 11º                 |
| 1931    | S.A. Alfa Romeo           | Alfa Romeo  | Alfa Romeo 6C 1750 GS    | 16     | Formula Libre                |        | 4    | 2º                 | 2º                  |
| 1932    | Scuderia Ferrari          | Alfa Romeo  | Alfa Romeo 8C 2300       | 6      | Categoria Corsa senza Limiti |        | 8    | 2º                 | 2º                  |
| 1933    | Scuderia Ferrari          | Alfa Romeo  | Alfa Romeo 8C 2600 Monza | 10     | Categoria Corsa senza Limiti |        | 3    | Rit                | Rit                 |
| Legenda |                           |             |                          |        |                              |        |      |                    |                     |

### Coppa Acerbo
| Anno    | Scuderia            | Costruttore | Vettura                  | Numero | Giri | Risultato assoluto |
| ------- | ------------------- | ----------- | ------------------------ | ------ | ---- | ------------------ |
| 1927    | Baconin Borzacchini | Maserati    | Maserati 26              | 13     | 0    | Rit                |
| 1930    | Scuderia Ferrari    | Alfa Romeo  | Alfa Romeo 6C 1750 GS    | 42     | 10   | 3º                 |
| 1931    | Scuderia Ferrari    | Alfa Romeo  | Alfa Romeo 8C 2300 Monza | 46     | 2    | Rit                |
| 1932    | Scuderia Ferrari    | Alfa Romeo  | Alfa Romeo 8C 2300       | 6      | 12   | 6º                 |
| 1933    | Privato             | Maserati    | Maserati 8C 3000         | 66     | 0    | Rit                |
| Legenda |                     |             |                          |        |      |                    |

### Mille Miglia
| Anno    | Scuderia         | Costruttore | Vettura                                 | Numero | Categoria     | Classe    | Co-pilota        | Risultato assoluto | Risultato di classe |
| ------- | ---------------- | ----------- | --------------------------------------- | ------ | ------------- | --------- | ---------------- | ------------------ | ------------------- |
| 1929    | Maserati         | Maserati    | Maserati 26R                            | 37     | Sport         | S 1.5     | Ernesto Maserati | Rit                | Rit                 |
| 1931    | Scuderia Ferrari | Alfa Romeo  | Alfa Romeo 6C 1750 GS Spider Zagato     | 106    | Sport         | S +1.1    | Eugenio Siena    | Rit                | Rit                 |
| 1932    | Alfa Romeo       | Alfa Romeo  | Alfa Romeo 8C 2300 Corto Spider Touring | 106    | Sport         | S +1.5    | Amedeo Bignami   | 1º                 | 1º                  |
| 1933    | Scuderia Ferrari | Alfa Romeo  | Alfa Romeo 8C 2300 Spider Zagato        | 94     | Sport/Turismo | S/TP +1.5 | Ascanio Lucchi   | Rit                | Rit                 |
| Legenda |                  |             |                                         |        |               |           |                  |                    |                     |

### 500 Miglia di Indianapolis
| Anno   | N° auto | Partito | Media qualifica | Finito | Giri | Giri in testa | Causa ritiro |
| ------ | ------- | ------- | --------------- | ------ | ---- | ------------- | ------------ |
| 1930   | 26      | 28º     | 95.213          | 36º    | 7    | 0             | /            |
| Totale | Totale  | Totale  | Totale          | Totale | 7    | 0             |              |

## Omaggi
- A Borzacchini è intitolato l'Autodromo dell'Umbria di Magione, in provincia di Perugia.
- Il suo nome è stato dato all'asteroide 6923 Borzacchini, scoperto il 16 settembre 1993 dal Team S. Lucia di Stroncone.
- Viene citato rispettivamente nelle canzoni Nuvolari di Lucio Dalla, e Formula 1 di Claudio Lolli.
- Nella sua città, Terni, gli è stata intitolata un'importante e trafficata via, precisamente quella che collega piazzale dell'Acciaio a viale Eroi dell'Aria.
- Sempre a Terni, nel 1997, è stata apposta all'interno del parco di viale Campofregoso un cippo commemorativo a Borzacchini, con un suo mezzobusto.
- Tra il 1934 e il 1943 la Ternana, principale squadra di calcio della sua città, assunse in suo onore il nome di Polisportiva Fascista Mario Umberto Borzacchini.